# Bibliothek des Sieges
Die Bibliothek des Sieges ist eine deutschsprachige literarische Buchreihe, die Mitte der 1970er Jahre bis Anfang der 1980er Jahre im Ost-Berliner Verlag Volk und Welt erschien. Thematisch war sie dem Zweiten Weltkrieg gewidmet, insbesondere aus der Perspektive des Kampfes und Sieges der Roten Armee über den Faschismus. Das „Gemeinschaftsunternehmen sozialistischer Länder“ enthielt ins Deutsche übersetzte Texte von Autoren hauptsächlich aus der Sowjetunion, der DDR, der Tschechoslowakei, Polen, Ungarn und Bulgarien. Die Bände erschienen in einheitlicher Buchgestaltung in farbigen Leinen-Einbänden. Die folgende Auswahl ist nach Erscheinungsjahr sortiert.

## Bände
- Boris Polewoi: Der wahre Mensch, Roman, 1975
- Bruno Apitz: Nackt unter Wölfen, Roman, 1975
- Juri Bondarew: Heißer Schnee, Roman, Aus dem Russischen von Juri Elperin, 1975
- Jerzy  Andrzejewski: Asche und Diamant, 1975
- Alexander Tschakowski: Die Blockade, Roman, 3 Bände, 1975–1977
- Dimiter Dimov: Tabak, 1975

- Konstantin Simonow: Die Lebenden und die Toten, Romantrilogie, 1976 (1. Band: Die Lebenden und die Toten, 2. Band: Man wird nicht als Soldat geboren, 3. Band: Der letzte Sommer)
- Ferenc Karinthy: Frühling in Budapest, 1976
- Jerzy Putrament: Der Hochverräter. Erzählungen, 1976
- Oles Hontschar: Bannerträger, 1976
- Marie Pujmanova: Spiel mit dem Feuer, Roman, 1976
- Anna Seghers: Das siebte Kreuz. Roman aus Hitlerdeutschland, 1976

- Jonas Avyžius: Zeit der verödeten Höfe, 1977
- Erzählungen aus Bulgarien: Stunden der Bewährung, 1977
- Peter Jilemnický: Der Wind dreht sich. Eine Chronik, 1977
- Leonid Sobolew: Das gestreifte Matrosenhemd, Erzählungen, 1977
- Bohdan Czeszko: Lehrjahre der Freiheit, Roman, 1977
- Vorwärts und nicht vergessen. Zeugnisse vom deutschen antifaschistischen Widerstandskampf, herausgegeben von Frank Beer, 1977
- Peter Jilemnický: Der Wind dreht sich: Eine Chronik, 1977

- Alexander Fadejew: Die Junge Garde. 1978
- Tschadraawalyn Lodoidamba: Der durchsichtige Tamir, Roman, Ulan Bator 1971, 1978
- Julius Fučík: Reportage, unter dem Strang geschrieben, Verlag Volk und Welt Berlin, 2. Auflage 1978 (1. Auflage Bibliothek des Sieges)
- Lajos Nagy: Kellertagebuch, 1978
- Zbigniew Zaluski: Das Jahr 44, 1978
- Pawel Weshinow: Die 2. Kompanie. Die Sterne über uns, 1978

- Waldemar Kotowicz: Frontwege, 1979
- Iwans Kindheit. Sowjetische Kriegserzählungen, 1979
- Unter dunklem Himmel. Tschechische und Slovakische Erzählungen, 1979
- Boris Gorbatow: Die Unbeugsamen. Roman. Kurzprosa, 1979
- Leonid Leonow, Alexander Korneitschuk, Leon Kruczkowski, Miloslav Stehlík,  Ján Solovič, Imre Dobozy, Iwan Peitschew, Johannes R. Becher: Stücke, 1979

- Alexander Bek: Die Wolokolamsker Chaussee, 1980
- József Darvas: Die Stadt auf Sumpfboden, Aus dem Ungarischen, 1980
- Otto Gotsche: Die Fahne von Kriwoj Rog. Roman, 1980

- Verhangen war mit Tränenrauch. Gedichte gegen Faschismus und Krieg, 1981